# Elsternbrücke 2
Elsternbrücke 2 (chinesisch 鵲橋二號 / 鹊桥二号, Pinyin Quèqiáo Èrhào) ist ein Relaissatellit der Nationalen Raumfahrtbehörde Chinas, der am 20. März 2024 zusammen mit den Technologieerprobungssatelliten Tiandu 1 und Tiandu 2 mit einer Trägerrakete vom Typ Langer Marsch 8 vom Kosmodrom Wenchang auf den Weg zum Mond gebracht wurde. Am 2. April trat er in einen stark elliptischen Orbit ein, der um 54,8° zum Mondäquator geneigt ist. Von dort aus soll die Kommunikation mit den auf der Mondrückseite operierenden Komponenten der Internationalen Mondforschungsstation ermöglicht werden.[veraltet]
Elsternbrücke 2 ist der zweite Satellit der Elsternbrücke-Konstellation.

## Planung
Die aus den Sonden Chang’e 7 und Chang’e 8 bestehende Basisversion der Internationalen Mondforschungsstation soll ab 2026 am südlichen Rand des Südpol-Aitken-Beckens auf der erdabgewandten Seite des Mondes errichtet werden.
Während das Raumfahrtkontrollzentrum Peking bislang nur zwei Roboter auf der Mondrückseite zu betreuen hatte (Lander und Rover von Chang’e 4), geht man mittelfristig von bis zu zehn Robotern aus, die dort gleichzeitig aktiv sind, was eine aufwendige Kommunikationsinfrastruktur notwendig macht.
Zunächst soll in der ersten Jahreshälfte 2024 der seit 2018 in einem Halo-Orbit um den Lagrange-Punkt L2 des Erde-Mond-Systems kreisende Relaissatellit Elsternbrücke durch einen weiteren Relaissatelliten ergänzt werden, seit 2022 „Elsternbrücke 2“ genannt.
Ursprünglich wollte man jenen Relaissatelliten als verbesserte Version der ersten Elsternbrücke ausführen und zusammen mit der Sonde Chang’e 7 zum Mond bringen. Da sich das Konzept jener Mission im Jahr 2022 änderte, beschloss die Führung des Zentrums für Monderkundungs- und Raumfahrt-Projekte bei der Nationalen Raumfahrtbehörde Chinas, Elsternbrücke 2 separat zu starten.
Dadurch ergab sich zum einen die Möglichkeit, den Satelliten größer zu bauen, zum anderen konnte man ihn früher starten und bereits bei der für 2024 geplanten Probenrückführmission Chang’e 6 zum auf der Mondrückseite liegenden Apollo-Krater einsetzen.
Die erste Elsternbrücke hat den Vorteil, dass dank der rund um die Erde verteilten Bodenstationen des Chinesischen Tiefraumnetzwerks eine ständige Verbindung mit der Rückseite des Mondes besteht. Der Nachteil ist, dass Halo-Orbits um die Lagrange-Punkte L1 und L2 inhärent instabil sind und der Satellit daher etwa alle 9 Tage 80 g Treibstoff für ein kleines Bahnkorrekturmanöver verbraucht. Daher wurde für Elsternbrücke 2 ein sehr stabiler elliptischer Orbit um den Mond selbst gewählt, bei dem er, da der mondfernste Punkt seiner Bahn über der erdabgewandten Seite der südlichen Polregion liegt, für gut acht Stunden, also zwei Drittel seines zwölfstündigen Orbits, Sichtverbindung mit der Mondstation hat.
Da Chang’e 6 nur zwei Tage auf der Mondoberfläche verbringen wird, wurde der Relaissatellit nach der Ankunft beim Mond, einem Bremsmanöver am mondnächsten Punkt und dem Einschwenken in eine vorläufige Parkbahn zunächst in einen sehr weiten Orbit mit einer Umlaufzeit von 24 Stunden gebracht.
Während der entscheidenden Phase der Probenentnahme – bei der Vorgängermission Chang’e 5 dauerte dies 17 Stunden – besteht so vom Satelliten aus ständig Sichtverbindung zur Sonde und zur Erde. Später soll Elsternbrücke 2 in den eigentlichen Betriebsorbit gebracht werden. Nach dem Erreichen dieser, um 54,811° zum Äquator geneigten Umlaufbahn von 300 × 8600 km Höhe sind für einen Zeitraum von gut 10 Jahren, also im Prinzip der angenommenen Lebensdauer des Satelliten, keine weiteren Bahnkorrekturmanöver mehr nötig.

## Aufbau
Elsternbrücke 2 basiert auf dem Bus CAST 2000 der Hangtian Dong Fang Hong Satelliten GmbH, einer Tochterfirma der Chinesischen Akademie für Weltraumtechnologie.
In Tanks mit einem Gesamtfassungsvermögen von 606 l führte er anfangs 488 kg Hydrazin und Oxidator mit, was ihm ein Startgewicht von rund 1200 kg verleiht. Der dreiachsenstabilisierte Satellit besitzt acht Triebwerke von jeweils 20 N Schubkraft für Bahnkorrekturmanöver sowie acht Triebwerke mit einer Schubkraft von jeweils 5 N und vier Triebwerke mit einer Schubkraft von jeweils 1 N für die Lageregelung; er kann mit einer Genauigkeit von 0,03° ausgerichtet werden (dreimal so gut wie in der Serienausführung des Satellitenbusses). Zwei drehbare Solarzellenflügel mit jeweils zwei Modulen liefern eine Gesamtleistung von 1350 W, die Betriebsspannung beträgt 30,5 V. Für die Zeiten, wo sich der Satellit im Schatten befindet, besitzt er Akkumulatoren mit einem Ladungsspeichervermögen von 135 Ah. Die Herstellerfirma geht davon aus, dass Elsternbrücke 2 mindestens acht Jahre lang arbeiten wird.
Von der ersten Elsternbrücke übernommen ist eine auf der Oberseite des Gehäuses fest montierte – die Ausrichtung erfolgt über die Lageregelung des Satelliten – Parabolantenne von 4,2 m Durchmesser mit einem Antennengewinn von 44 dBi, über die der Funkverkehr mit der Mondoberfläche läuft. Um den Satelliten in der Nutzlastverkleidung der Trägerrakete unterbringen zu können, sind die Segmente des Antennenreflektors beim Start wie ein Regenschirm zusammengefaltet. Nach dem Abtrennen von der Oberstufe der Rakete und dem Ausklappen der Solarmodule wird zu Beginn der Transferbahn zum Mond auch die Antenne entfaltet.

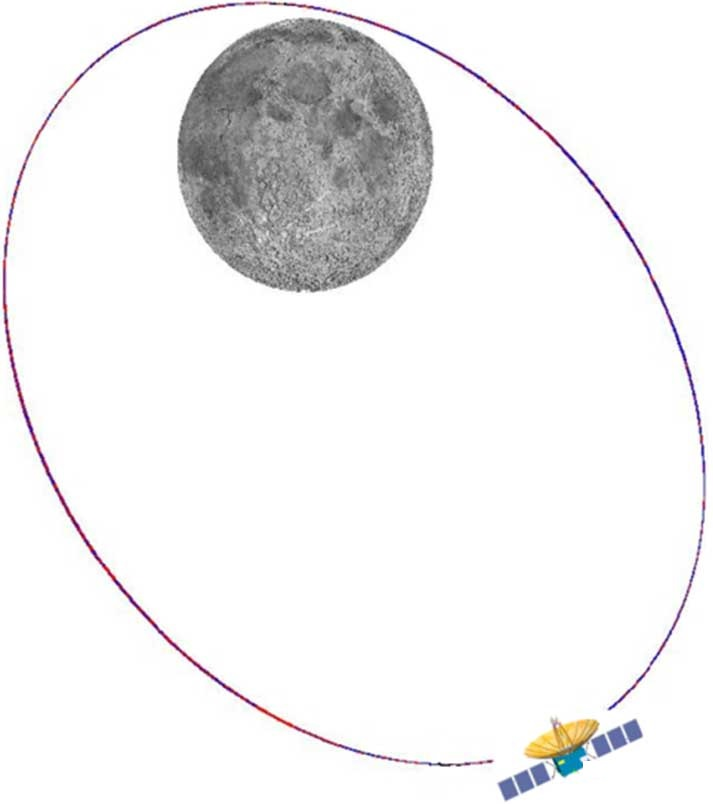
Betriebsorbit

Über die große Parabolantenne stehen 10 gleichzeitig nutzbare X-Band-Kanäle für den Funkverkehr nach unten zum Mond und 10 Kanäle für den Verkehr nach oben zum Satelliten zur Verfügung, dazu noch die Möglichkeit, im Dezimeterwellenbereich zu kommunizieren. Im X-Band beträgt die Datenübertragungsrate für Steuerbefehle vom Satelliten an die Roboter 1 kbit/s, wenn diese die Signale mit einer Rundstrahlantenne empfangen, und 1 Mbit/s wenn die Roboter eine Parabolantenne auf den Satelliten ausrichten. In der umgekehrten Richtung können Telemetrie- und Nutzlastdaten der Roboter bei Verwendung einer Rundstrahlantenne mit einer Geschwindigkeit von 50 kbit/s nach oben übertragen werden, bei Verwendung einer Parabolantenne mit 5 Mbit/s. Anschließend werden die Signale im Satelliten demoduliert und dekodiert.
Für die Übertragung der Nutzlastdaten an die Bodenstationen der Chinesischen Akademie der Wissenschaften, sowohl von den Robotern auf dem Mond als auch vom Satelliten selbst, wird das Ka-Band genutzt. Mit Quadraturphasenumtastung, einer Verschlüsselung mit Low-Density-Parity-Check-Code und einem Wanderfeldröhren-Verstärker mit 55 W Ausgangsleistung beträgt die Datenübertragungsrate im Mittel 100 Mbit/s. Als Antenne wird hier eine kleine Parabolantenne mit 60 cm Durchmesser in kardanischer Aufhängung verwendet, die auf der der Erde zugewandten Seite des Satellitengehäuses an einem ausklappbaren Arm montiert ist, der sie über die große Parabolantenne hinausragen lässt.
Telemetrie und Steuerung des Satelliten erfolgt im Regelfall auf dem S-Band, wofür sich im Brennpunkt der kleinen Parabolantenne zusätzlich zum Ka-Band-Sendeempfänger eine S-Band-Rundstrahlantenne befindet. Die Datenübertragungsrate für Kommandos von der Erde an den Satelliten beträgt 2000 bit/s, die Telemetriedaten werden vom Satelliten mit einer Geschwindigkeit von 4096 bit/s an die Erde gefunkt. Dies ist doppelt so schnell wie bei der ersten Elsternbrücke. Die Positionsbestimmung erfolgt mit einer Kombination aus der sogenannten „Unified-S-Band-Technologie“ (USB), wo aus der Doppler-Verschiebung der Trägerwelle für die Telemetriesignale die Entfernung und Geschwindigkeit des Satelliten berechnet wird, und von Langbasisinterferometrie, wo zugeschaltete Radioteleskope des Chinesischen VLBI-Netzwerks die genaue Winkelposition bestimmen.
Die Systeme sind hierbei wechselweise redundant. So können bei einem Ausfall des S-Band-Systems die Telemetrie- und Steuersignale auch über das Ka-Band übertragen werden, und wenn die Ka-Band-Signale während der sommerlichen Regenzeit einer starken Dämpfung durch die Wassertröpfchen in der irdischen Atmosphäre unterliegen, können die Nutzlastdaten auch über das S-Band übertragen werden, allerdings nur mit einer Datenübertragungsrate von maximal 6 Mbit/s. Ähnlich wie bei einem Satellitennavigationssystem wird die sogenannte „Time of Arrival“, also eine Laufzeitmessung der Signale zwischen den an der Kommunikation beteiligten Partnern dazu genutzt, um deren Position im Orbit bzw. auf der Oberfläche des Mondes mit hoher Genauigkeit zu bestimmen.

## Wissenschaftliche Nutzlasten
- Bildgebender Teilchendetektor für neutrale Atome zur Beobachtung der irdischen Magnetosphäre, vor allem des Magnetschweifs.
- Kamera für extrem ultraviolette Strahlung.
- VLBI-System.[12] Man beabsichtigt, die 4,2-m-Antenne während der vier Stunden, die der Satellit bei jedem Umlauf über dem Nordpol des Mondes verbringt, als Radioteleskop zu nutzen. Der Satellit soll im Zusammenwirken mit irdischen Teleskopen für Langbasisinterferometrie mit einer Grundlinie von 400.000 km verwendet werden. Man will die Position und Zusammensetzung von Radioquellen außerhalb der Milchstraße bestimmen, aber auch – als Teil des Chinesischen Tiefraumnetzwerks – die Position von Raumflugkörpern wie der Asteroidensonde Tianwen-2. Für die Verwendung als Radioteleskop ist an der Antenne ein gekühlter X-Band-Empfänger für den Frequenzbereich 8–9 GHz mit einer Rauschtemperatur von weniger als 50 K und vier wählbaren Bandbreiten (64, 128, 256 und 512 MHz) montiert. Um bei einem gegebenen Signal die Laufzeitdifferenz zwischen dem Satelliten und dem irdischen Radioteleskop genau bestimmen und somit die Position der Radioquelle oder des Raumflugkörpers berechnen zu können (die Position des Satelliten selbst kann mit einer Genauigkeit von 30 m bestimmt werden), besitzt der Satellit eine Atomuhr mit einer maximalen Abweichung von 10−12 pro Sekunde bzw. 10−14 pro Tag. Empfänger und Uhr besitzen zusammen eine Masse von 45 kg und haben eine durchschnittliche Leistungsaufnahme von 220 W.[14]

## Vergleich der Relaissatelliten
Hier ein Vergleich einiger Kennziffern der beiden lunaren Relaissatelliten:
|                             | Elsternbrücke                                    | Elsternbrücke 2                                                                                            |
| --------------------------- | ------------------------------------------------ | --- |
| Bus                         | CAST 100                                         | CAST 2000                                                                                                  |
| Startmasse                  | 449 kg                                           | 1200 kg |
| Stromversorgung             | 4 Solarmodule, insgesamt 780 W                   | 4 Solarmodule, insgesamt 1350 W                                                                            |
| Akkumulator                 | 45 Ah                                            | 135 Ah |
| Orbit                       | südlicher Halo-Orbit um L2 z-Amplitude 13.000 km | elliptischer Orbit um Mond 54,8° 300 × 8600 km                                                             |
| Umlaufzeit                  | 14 Tage                                          | 12 Stunden                                                                                                 |
| Sichtverbindung zu Robotern | immer                                            | 8 von 12 Stunden                                                                                           |
| Zahl der Roboter            | 2                                                | 10 |
| Antennen                    | X-Band-Parabolantenne 4,2 m S-Band-Spiralantenne | X-Band-Parabolantenne 4,2 m 4 S-Band-Rundstrahlantennen UHF-Rundstrahlantenne Ka-Band-Parabolantenne 0,6 m |
| Satellit-Mond               | X-Band 125 bit/s                                 | X-Band 1 kbit/s                                                                                            |
| Mond-Satellit               | X-Band 555 kbit/s                                | X-Band 5 Mbit/s                                                                                            |
| Satellit-Erde               | S-Band 4 Mbit/s                                  | Ka-Band 100 Mbit/s                                                                                         |
| Start                       | 2018                                             | 2024 |
| Betriebsende                | 2026 (erwartet)                                  | 2032 (erwartet)                                                                                            |